# Azafranado
El color azafrán o azafranado es un color que se asemeja al color de la punta del azafrán, usado también en cocina.
El primer uso registrado de azafrán como nombre de color en inglés fue en 1200. Se considera uno de los colores importantes en el Sanatana dharma (hinduismo) junto con otros como el rojo, el azul y el blanco; en hindi su nombre es bhagwa. El color también tiene cierta importancia en el budismo, ya que lo usan los monjes de la tradición Theravada. También es un color simbólico importante en la India, donde se eligió como uno de los tres colores de la bandera nacional india tras la independencia en 1947.

## Azafranado en la naturaleza

### Flora
La planta del azafrán (Crocus sativus) de donde se deriva la especia del azafrán.

### Fauna
El chirigüe azafranado (Sicalis flaveola) es un tráupido de América del Sur y es común tanto en áreas abiertas como semiabiertas en tierras bajas fuera de la cuenca del Amazonas.

## Historia y política
La Bandera de la India se describe oficialmente en el Código de la Bandera de la India de la siguiente manera: «El color del panel superior será el azafranado indio (Kesari) y el del panel inferior será el verde indio. El panel central será blanco con, en su centro, el diseño del chakra Ashoka en color azul marino, con 24 radios igualmente espaciados». El azafrán oscuro se aproxima al color del azafranado indio. El azafranado indio, el blanco y lo que ahora se llama verde indio fueron elegidos para las tres bandas, que representan coraje y sacrificio (azafranado), paz y verdad (blanco), y fe y caballerosidad (verde).
Sarvepalli Radhakrishnan, quien más tarde se convirtió en el primer vicepresidente y segundo presidente de la India, describió la importancia de la bandera nacional india de la siguiente manera:

El bhagwa o color azafranado denota renuncia o desinterés. Nuestros líderes deben ser indiferentes a las ganancias materiales y dedicarse a su trabajo. El blanco en el centro es la luz, el camino de la verdad para guiar nuestra conducta. El verde muestra nuestra relación con (el) suelo, nuestra relación con la vida vegetal aquí, de la que depende toda otra vida. El chakra Ashkoda en el centro del blanco es la rueda de la ley del dharma. La verdad o satya, o virtud, debería ser el principio controlador de quienes trabajan bajo esta bandera. De nuevo, la rueda denota movimiento. Hay muerte en el estancamiento. Hay vida en movimiento. India ya no debería resistirse al cambio, debe moverse y seguir adelante. La rueda representa el dinamismo de un cambio pacífico.

## Religión

Bhagwa Dhwaj, la bandera del Imperio maratha.

En el Sanatan Dharma (es decir, el hinduismo), el color azafranado oscuro está asociado con el sacrificio, la abstinencia religiosa, la búsqueda de la iluminación y la salvación. El azafranado o bhagwa es el color más sagrado para los hindúes y a menudo lo usan los sanyasis que han abandonado su hogar en busca de la verdad suprema y al servicio de la sociedad antes que a sí mismos.

Bandera Nishan Sahib, representativa de los sijíes.

Los monjes budistas en la tradición Theravada generalmente usan túnicas de color azafranado (aunque ocasionalmente se usan de color marrón, el color que normalmente usan los monjes budistas Vajrayana). (El tono de azafrán que usan típicamente los monjes budistas Theravada es el tono más claro de azafrán que se muestra arriba).
La Confederación Maratha usó la Jari Patka o Bhagwa Dhwaj como su bandera. Es una bandera de cola de golondrina de color azafranado, a veces con un borde con volantes rojo / dorado.
Los sijíes usan el azafranado como el color de fondo de la Nishan Sahib, la bandera de la religión sij, sobre la que se muestra el khanda en azul.

## Arte
The Gates es una instalación artística in situ de Christo y Jeanne-Claude. Los artistas instalaron 7503 «puertas» de metal a lo largo de 37 km de caminos en el Central Park de Nueva York. De cada puerta colgaba una pieza de tela de nailon de color azafranado oscuro en forma de bandera. La exhibición estuvo abierta desde el 12 de febrero de 2005 hasta el 27 de febrero de 2005.

## Etnografía
Históricamente fue común para los gaélicos irlandeses el uso de telas de color azafranado. Los flautistas de ciertos regimientos irlandeses en el Ejército Británico y el léine azafranado en las fuerzas de defensa de la República de Irlanda usan una falda de color azafranado. Esta última prenda también es usada por algunos hombres irlandeses e irlandeses estadounidenses como un artículo de vestimenta nacional (aunque la mayoría usa faldas escocesas, creyendo que son irlandesas). Su color varía desde un verdadero color naranja azafrán hasta una gama de tonos mostaza opacos y marrón amarillento.
Los equipos de Antrim GAA reciben el sobrenombre de The Saffrons («los azafranados») debido al kit de color azafranado en el que juegan. La antigua palabra irlandesa para «azafrán», cróc, deriva directamente del latín, crocus. En Irlanda, entre los siglos XIV y XVII, los hombres vestían el léine, una camisa suelta de color azafranado que llegaba hasta la mitad del muslo o la rodilla.

## Literatura
En la cultura clásica, el color azafranado se asocia a la diosa del amanecer (Eos en la mitología griega y Aurora en la mitología romana).

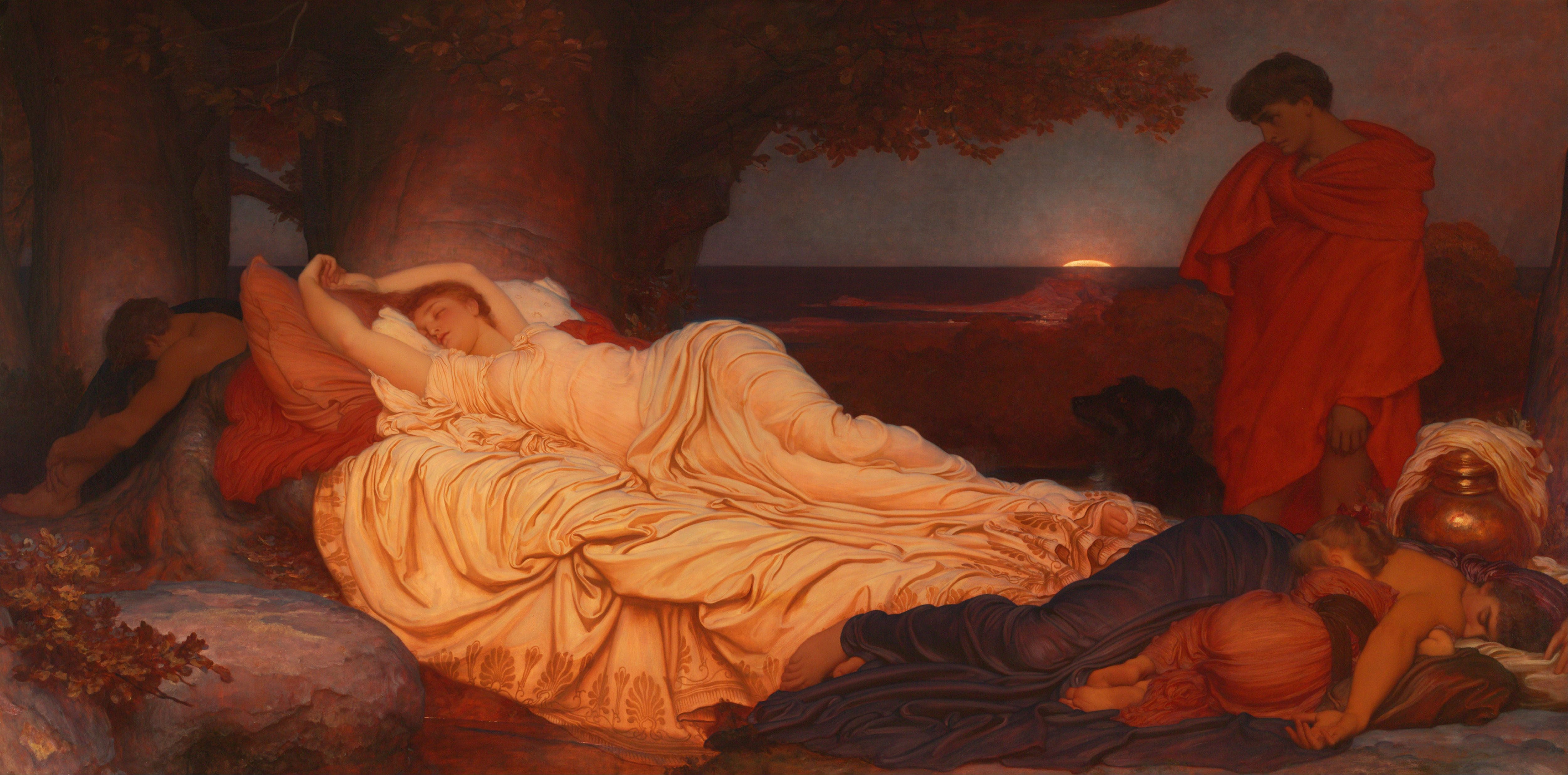
Cimón e Ifigenia c. 1884 por Frederic Leighton, el color azafrán aparece en el manto y el amanecer.

Por ejemplo, en la Ilíada de Homero: «Ahora, cuando el Amanecer con una túnica de [color] azafrán se apresuraba desde las corrientes de Okeanos, para traer luz a los mortales e inmortales, Thetis llegó a las naves con la armadura que el dios le había dado». (19.1)
O también, en la Eneida de Virgilio:
Aurora ahora había dejado su cama de azafrán, Y haces de luz temprana que los cielos se extienden, Cuando, de un remolcador, la reina, con los ojos despiertos, Vio el día apuntar hacia arriba desde los cielos rosados.

## Música
La letra de la canción Mellow Yellow (1966) de Donovan repite el verso I'm just mad about Saffron («Estoy loco por el azafranado»).

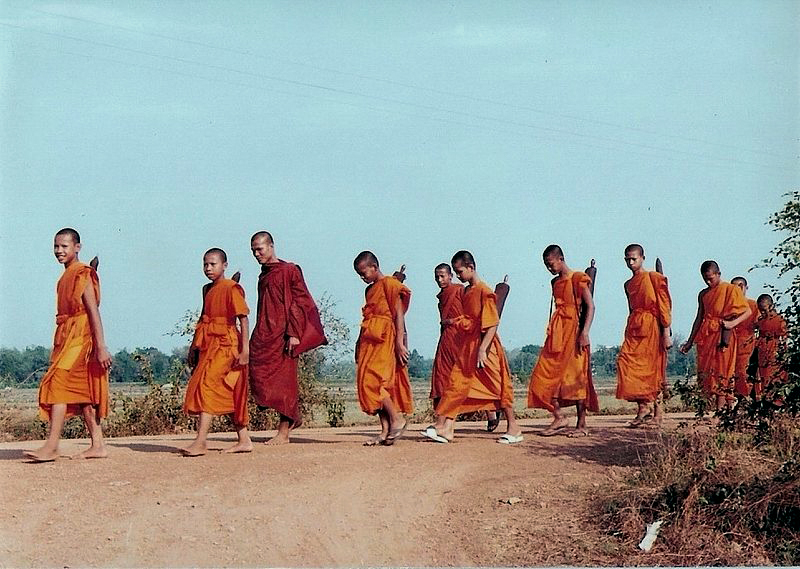
Monjes budistas de la tradición Theravada.

## Política
Debido a que los monjes budistas de Therevada estuvieron a la vanguardia de las Protestas antigubernamentales en Birmania de 2007, algunos medios internacionales se refirieron al levantamiento como «la Revolución del azafrán».
En India, el nacionalismo político-religioso hindú promueve la aplicación de la azafranización (del inglés, saffronisation) una doctrina que identifica este país con la religión como forma de cohesión nacional. Se entiende como la imposición cultural hegemónica hindú sobre las minorías de la India. «Brigada Azafrán» se refiere a los activistas nacionalistas hindúes.

## Vexilología
El color en la parte superior de la bandera nacional india es un color anaranjado, oficialmente llamado «azafrán indio» (India saffron), que es un tono anaranjado del azafranado. En la bandera nacional india, se supone que el color azafrán representa el sacrificio y la renuncia al materialismo.
En idioma rayastani, este color se llama kay-ser-ia. La palabra deriva su nombre de kesar, un cultivo de especias de Cachemira.

## Galería

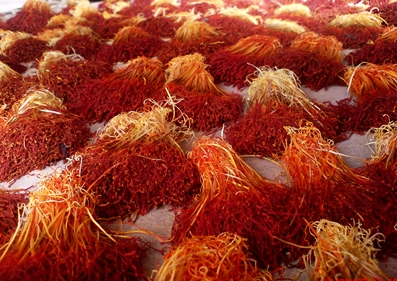
Los estigmas o hilos de flores se despluman, apilan y secan.
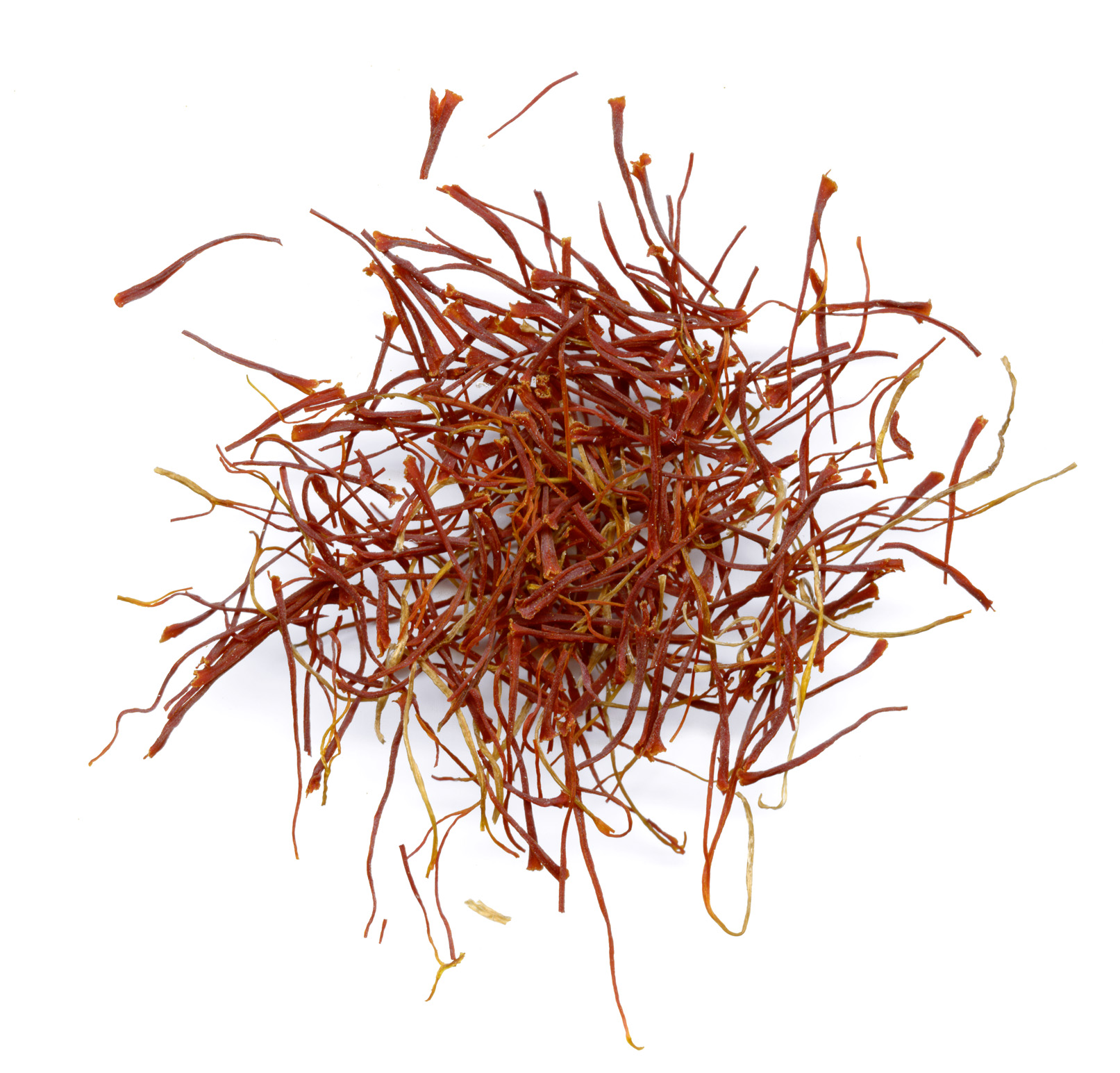
Hilos de azafrán de Irán.
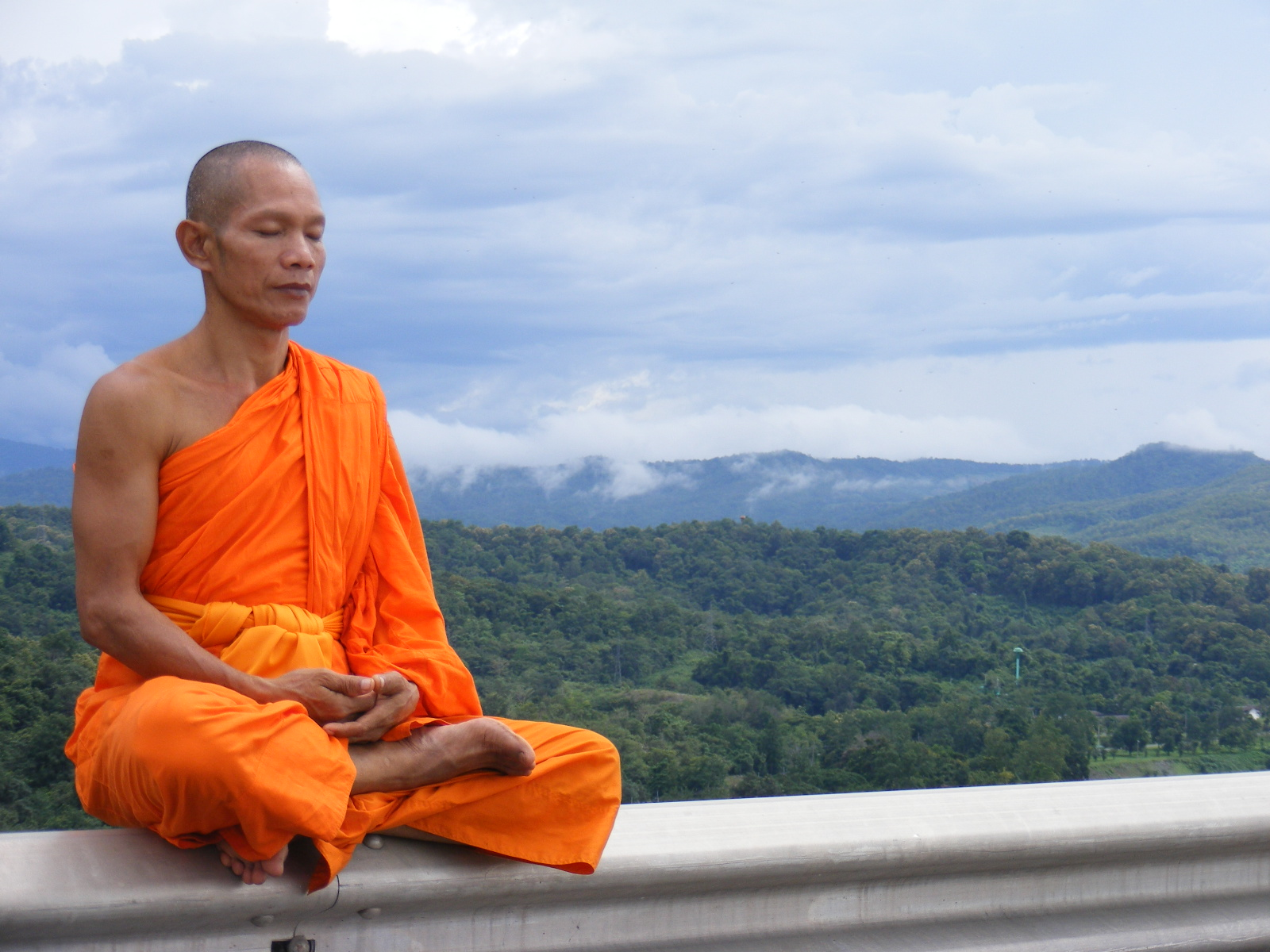
Monje Theravada en Tailandia
La bandera de la India desde 1947 es de tres colores: azafrán, blanco y verde.
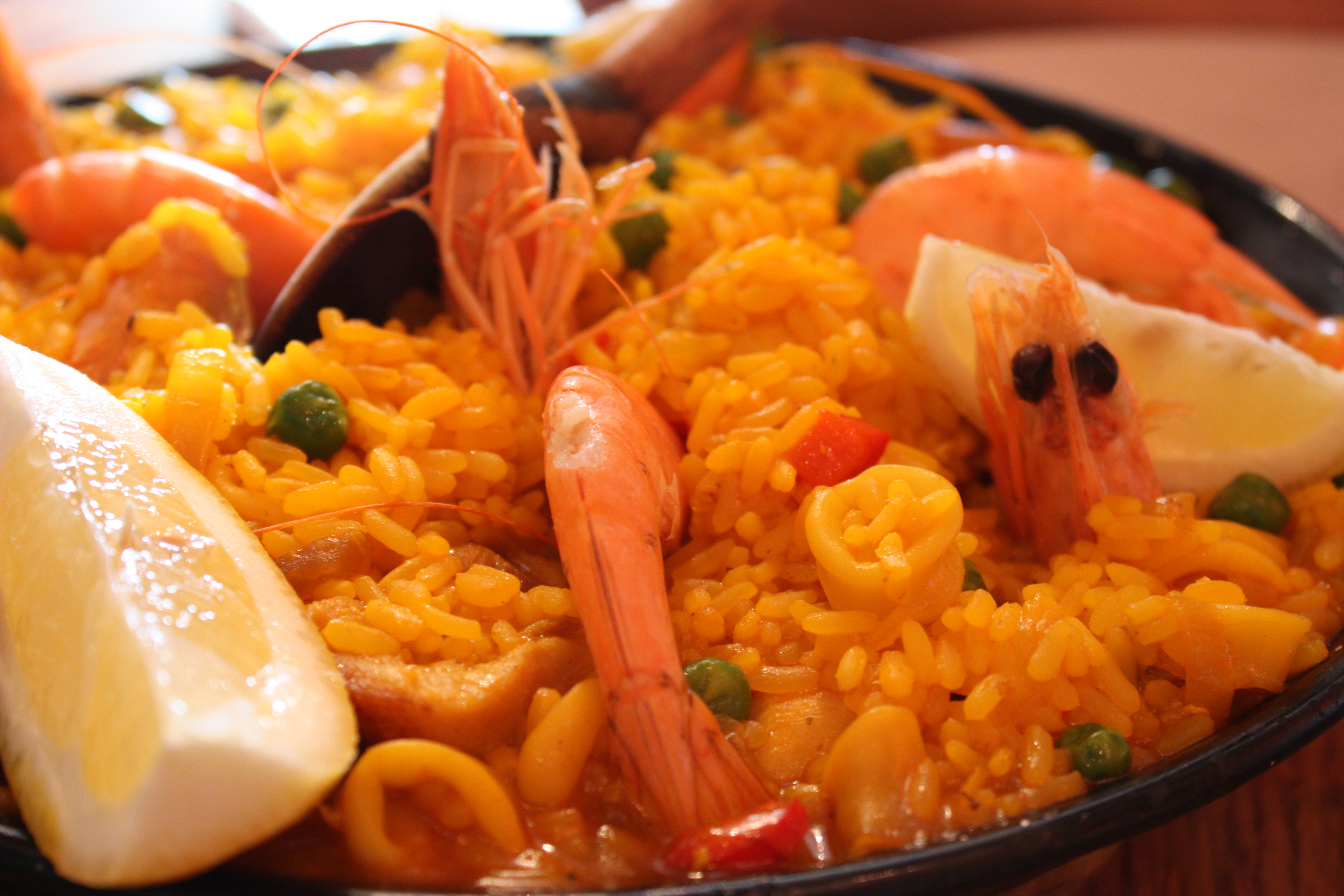
La paella valenciana, tradicionalmente tintada con azafrán.